# يوبولدو جالتييرى
يوبولدو جالتييرى (بالإسبانية: Leopoldo Fortunato Galtieri Castelli) (و. 1926 – 2003 م) هو عسكري محترف من الأرجنتين ولد في كاسيروس.

## التعليم
تعلم في مدرسة الأمريكيتين.

## روابط خارجية
- يوبولدو جالتييرى على موقع مونزينجر (الألمانية)
- يوبولدو جالتييرى على موقع إن إن دي بي (الإنجليزية)